# نادي بارسكو
نادي بارسكو (بالإنجليزية: Burscough F.C.)‏ هو نادي كرة قدم بريطاني تأسس في 1946، ويلعب في دوري الشمال الممتاز.

## وصلات خارجية
- الموقع الرسمي